# Lola Bunny
Lola Bunny è un personaggio femminile dell'universo Looney Tunes creata dalla Warner Bros. Si tratta di un coniglio antropomorfo che è la controparte femminile di Bugs Bunny, di cui è innamorata e considerata la sua fidanzata. È apparsa per la prima volta nel film del 1996 Space Jam.

## Caratteristiche
Lola ha fatto la sua prima apparizione in Space Jam. Viene mostrata con pelliccia marrone chiaro, frangia bionda e indossa un elastico viola su entrambe le orecchie come una coda di cavallo. Ha gli occhi color acqua e una figura formosa.
Lola è stata creata per servire sia come una giocatrice di talento sia come un interesse romantico per Bugs. Non appena appare, quest'ultimo ne rimane immediatamente colpito e molti altri personaggi maschili la guardano con interesse. In tutto il film, c'è una sotto-trama in cui Bugs tenta di conquistare il suo affetto. Sebbene inizialmente ignora le sue avances, Lola ricambia i suoi sentimenti dopo che lui l'ha salvata eroicamente da un attacco di uno dei Monstars e venendo schiacciato da quest'ultimo (dimostrando che è disposto a mettersi in pericolo per lei). Agendo su questi sentimenti, lo bacia e verso la fine del film diventa la sua ragazza. 
Le abilità nel basket di Lola le fanno guadagnare un posto nella Tune Squad, in cui i personaggi combattono i malvagi Monstars per la loro libertà, con l'aiuto di Michael Jordan. Secondo l'autore Kevin Sandler, la personalità di Lola è una combinazione degli archetipi della donna Hawksiana, del maschiaccio e della femme fatale. È schietta e senza fronzoli, fieramente indipendente e sicura di sé. È molto atletica (seconda solo a Michael Jordan stesso, è facilmente la migliore giocatrice della Tune Squad) ed estremamente seducente nel suo comportamento. È anche dura e pragmatica, come dimostra quando incautamente qualcuno osa chiamarla "bambola", epiteto sminuente che lei detesta con tutte le forze sentendosi paragonata alla stregua di un oggetto. Il suo slogan femminista è infatti "Non chiamarmi mai più bambola". Tuttavia, dopo essere stata salvata da Bugs, sviluppa un lato dolce per lui. Come ha spiegato dal direttore dell'animazione Tony Cervone, Lola originariamente doveva essere più un maschiaccio, ma il team di produzione temeva che apparisse troppo maschile e ha scelto invece di enfatizzare i suoi attributi femminili.
Nella nuova versione di The Looney Tunes Show invece Lola è una ragazza meno avvenente e ritratta come eccentrica, svampita, accattivante e allegra. Parla tantissimo senza mai ascoltare nessuno rendendosi noiosa ed ha spesso la testa fra le nuvole. Inoltre quando si innamora di Bugs comincia a comportarsi in maniera ossessiva verso di lui al livello di una stalker. Questa versione nuova la rende un personaggio più goffo e pieno di difetti ma allo stesso tempo più comico.

## Apparizioni
La prima apparizione di Lola Bunny è stata nel film in tecnica mista Space Jam del 1996, dove ha la voce di Kath Soucie in versione originale e quella di Simona Ventura in versione italiana. Nella pellicola, proprio perché un nuovo acquisto della banda, viene subito sottovalutata, salvo poi stupire tutti per le sue incredibili doti di cestista, nonché per il suo carattere determinato.
In seguito è apparsa anche negli ultimi capitoli della serie di videogiochi: The Bugs Bunny Crazy Castle per Nes e Game Boy, nel ruolo di damigella in pericolo, dove negli anni ha sostituito la meno carismatica Honey Bunny, nonché nel mensile a fumetti dedicato ai Looney Tunes edito da DC comics.
Appare anche in questi videogiochi:
- Looney Tunes Racing: come personaggio giocabile
- Looney Tunes Allert: come boss e personaggio giocabile
- Looney Tunes: Space Race
- Space Jam: come personaggio giocabile.
- MultiVersus: come personaggio giocabile.

Lola ha avuto un cameo nel film del 2000 Titti turista tuttofare (Tweety's High-Flying Adventure), uscito in direct-to-video, ovvero direttamente per la fruizione casalinga, e nella serie televisiva d'animazione Baby Looney Tunes, in versione bambina.
È tra i protagonisti del film d'animazione Looney Tunes: Due conigli nel mirino.
Un personaggio similare a Lola Bunny è apparso successivamente nella serie futuristica Loonatics Unleashed, Lexi Bunny, una sua discendente.
Lola è riapparsa in una versione nuova in The Looney Tunes Show nel cast fisso come ragazza di Bugs.

## Versioni
Nelle varie occasioni in cui è apparsa Lola Bunny è stata rappresentata in differenti maniere. Già dalla sua introduzione con Space Jam ne furono sviluppate due versioni: la versione del film e quella pubblicitaria.
Nella versione del film, come dai disegni preparatori, Lola ha la coda a piumino, ombretto roseo e zampe a forma di ciabatta; ha colore primario marrone e secondario un marroncino chiaro, mentre coda e capelli sono un pallido crema. La versione promozionale di Lola, promossa dalla Warner Bros. nella Space Jam Style Guide, ha una coda a punta simile a quella di Bugs Bunny, zampe allungate della lunghezza delle dita, come Bugs, capelli biondi, colore primario marrone e secondario bianco.

## Accoglienza ed eredità
Fin dalla sua prima apparizione, Lola è diventata rapidamente una delle preferite dai fan e un personaggio iconico della serie Looney Tunes. È stata spesso considerata un sex symbol animato. Nel 2020, è stata nominata "il personaggio dei cartoni animati più attraente del mondo" in base al volume di ricerca globale mensile. Shannon Carlin di Bustle ha elogiato Lola di Space Jam, definendola "sicura di sé" e "talentuosa". Dan Kahan di PopDust ha scritto che Lola doveva essere "osservata, sia dai personaggi del mondo che dagli spettatori".
Lola del The Looney Tunes Show è stata ben accolta dalla critica. CBR ha classificato Lola e Bugs n. 2 nei loro 10 migliori romanzi d'infanzia dei cartoni animati, affermando che è più "vivace e insulsa" che in Space Jam, ed è "piuttosto carina e divertente da guardare". IGN ha elogiato il personaggio, definendolo un "personaggio pazzo ma affascinante" con Kristen Wiig che fa "un lavoro fenomenale". WhatCulture definisce Lola più interessante rispetto alla sua prima apparizione, affermando che "La Lola di questo spettacolo è sconsiderata, strana e incredibilmente scoraggiante, il che rende i suoi campionati più interessanti e divertenti di conseguenza". Jonathan North di Rotoscopers si è complimentato con Lola della stessa serie, dicendo che "ha tirato fuori il personaggio di Lola molto meglio del suo debutto in Space Jam".
Lola, tuttavia, è stata anche bersaglio di attacchi di natura puritana e neo-puritana per via del suo aspetto e la sua caratterizzazione avvenenti, seducenti, accattivanti, suggestivi e sexy con cui si è sempre contraddistinta sin dal suo debutto e che l'hanno resa un sex-symbol dell'animazione. Nel 2019, dopo aver visto per la prima volta l'originale Space Jam, Malcolm D. Lee, il regista di Space Jam: A New Legacy, si è detto sentito "alla sprovvista" di come Lola fosse "troppo sessualizzata" e ha deciso di trasformarla nella tipica "donna forte" e "un personaggio dei film moderni", dicendo che "L'originale Lola Bunny non era politicamente corretta... È importante riflettere l'autenticità di personaggi femminili forti e capaci". La nuova personalità e il nuovo look hanno suscitato polemiche, in particolare tra gli utenti di Twitter (ora conosciuto come X), poiché i fan si sono lamentati del suo aspetto "nerfato" che la rendeva intenzionalmente meno attraente dal punto di vista fisico.
L'autore Kevin Sandler ha affermato che Lola Bunny è stata creata come controparte femminile di Bugs Bunny nel merchandising. I primi oggetti del personaggio ora viene venduta per molto più del suo prezzo originale sui mercati di rivendita. Ad esempio, le bambole originali ora vendono per centinaia di dollari su eBay. Tuttavia, Lola Bunny non è l'unico personaggio a vedere un aumento della popolarità contemporanea, poiché il merchandising originale dei Looney Tunes in generale ha acquisito un valore nostalgico.